# Hydropeza curicoa
Hydropeza curicoa är en tvåvingeart som beskrevs av Sinclair 2007. Hydropeza curicoa ingår i släktet Hydropeza och familjen dansflugor. Inga underarter finns listade i Catalogue of Life.